# Un piccolo raggio di luna/La nonna Magdalena/Non voglio cioccolata/Rossetto sul colletto
Un piccolo raggio di luna/La nonna Magdalena/Non voglio cioccolata/Rossetto sul colletto è un extended play della cantante italiana Mina pubblicato nel 1963.

## Tracce
1. Un piccolo raggio di luna - 2:19 - (Berto Pisano - Nisa) Ed. S. Cecilia 1960
2. La nonna Magdalena - 2:05 - (Pino Massara - Vito Pallavicini - Nisa) Ed. S. Cecilia 1960
3. Non voglio cioccolata (Ich will keine Schokolade) - 1:50 - (Jack Morrow - Testo italiano: Mario Panzeri) Ed. Peter Maurice 1961
4. Rossetto sul colletto (Lipstick On Your Collar) - 1:30 - (George Goehring - Edna Lewis - Testo italiano: Misselvia) Ed. Francis Day 1960